# هاري كاري (ممثل)
هاري كاري (بالإنجليزية: Harry Carey)‏ مواليد 16 يناير 1878 في ذا برونكس، الولايات المتحدة - الوفاة 21 سبتمبر 1947 في لوس أنجلوس، كاليفورنيا، الولايات المتحدة، هو ممثل أمريكي بدأ مسيرته الفنية سنة 1909. امتدت مسيرته الفنية لأكثر من 38 عاما. من أعماله السيد سميث يذهب إلى واشنطن.

## روابط خارجية
- هاري كاري على موقع IMDb (الإنجليزية)
- هاري كاري على موقع ألو سيني (الفرنسية)
- هاري كاري على موقع أول موفي (الإنجليزية)
- هاري كاري على موقع قاعدة بيانات برودواي على الإنترنت (الإنجليزية)
- هاري كاري على موقع قاعدة بيانات الأفلام السويدية (السويدية)
- هاري كاري على موقع إن إن دي بي (الإنجليزية)
- هاري كاري على موقع قاعدة بيانات الفيلم (الإنجليزية)
- هاري كاري على موقع كينوبويسك (الروسية)